# Petr Dohnal
Petr Dohnal (* 1. února 1971) je český pracovník ve vězeňství, od roku 2022 vrchní ředitel sekce vězeňství a resortní kontroly na Ministerstvu spravedlnosti České republiky. V letech 2012–2014 a 2015–2021 byl generálním ředitelem Vězeňské služby ČR.

## Kariéra
Vystudoval psychologii na Filozofické fakultě Univerzity Palackého v Olomouci (získal titul Mgr.). Absolvoval také postgraduální studium forenzní psychologie na Univerzitě Karlově v Praze.
K vězeňské službě nastoupil na počátku 90. let 20. století. Začínal v pankrácké věznici, kde postupně prošel řadou výkonných funkcí - vedl například oddělení prevence a stížností. V létě roku 2007 byl nejprve jmenován náměstkem ředitele Vazební věznice Praha-Pankrác a od října 2007 do konce srpna 2008 toto zařízení vedl. Následně byl pověřen výkonem funkce prvního náměstka generálního ředitele Vězeňské služby ČR. Do této pozice byl definitivně řádně jmenován počátkem září 2008.

### Generální ředitel Vězeňské služby ČR
Na konci listopadu 2012 jej ministr spravedlnosti ČR Pavel Blažek jmenoval s účinností od 1. prosince 2012 generálním ředitelem Vězeňské služby ČR; nahradil tak Jiřího Treglera, který na funkci rezignoval v polovině listopadu 2012 z osobních důvodů (včetně zdravotních). Vzhledem k Dohnalově služební hodnosti se nemuselo uskutečnit výběrové řízení. V pozici generálního ředitele Vězeňské služby ČR realizoval amnestii prezidenta Václava Klause vyhlášenou v lednu 2013. Dne 28. října 2013 jej prezident Miloš Zeman jmenoval do hodnosti brigádního generála.
V únoru 2014 zahájila krátce po svém nástupu ministryně spravedlnosti ČR Helena Válková s Dohnalem řízení o odvolání z funkce, a to z důvodu nespokojenosti s jeho přístupem k ministerské kontrole. Dne 4. dubna 2014 jej nakonec Válková z funkce odvolala s odůvodněním, že ztratila důvěru v jeho schopnost řádně vykonávat funkci a uskutečnit nezbytnou reformu vězeňství. Krátce nato však Dohnal podal rozklad proti svému odvolání z funkce. Ministryně Válková ani její nástupce Robert Pelikán dlouho o rozkladu nerozhodli, až v květnu 2015 nařídil pražský městský soud Pelikánovi o rozkladu rozhodnout, a ten jej o měsíc a půl později zamítl. Dohnal se proti rozhodnutí odvolal k soudu a v červenci 2015 navíc podal další rozklad, tentokrát proti přeřazení do zálohy. Na začátku listopadu 2015 Pelikán druhému rozkladu vyhověl, podřídil se tak názoru rozkladové komise. Dne 18. prosince 2015 zrušil Městský soud v Praze na základě Dohnalovy žaloby, kterou podal po zamítnutí prvního rozkladu, rozhodnutí týkající se odvolání Dohnala z funkce. Ministr spravedlnosti Robert Pelikán následně oznámil, že se Dohnal vrací do své funkce a končí dosavadní šéf Pavel Ondrášek.
Jen tři dny po návratu do funkce, tj. 21. prosince 2015, odvolal Dohnal své dva nejbližší podřízené, některá média tento krok označila za „čistku“. Dne 23. prosince 2015 ministr Pelikán zdůraznil, že titul generální ředitel Vězeňské služby ČR používají dva lidé (Dohnal i Ondrášek), ale veškeré pravomoci má pouze Dohnal. Zároveň bylo zahájeno správní řízení, které mělo přezkoumat Ondráškovo jmenování. Dne 19. ledna 2016 bylo Ondráškovo jmenování do funkce zrušeno.
Dne 8. května 2017 jej prezident Miloš Zeman jmenoval generálmajorem a dne 27. října 2020 generálporučíkem.
Ke dni 30. září 2021 skončil Dohnal na vlastní žádost ve funkci generálního ředitele VS ČR a odešel do civilu. Stalo se tak přibližně rok před skončením jeho druhého funkčního období. Ve funkci generálního ředitele Vězeňské služby České republiky jej nahradil jeho stávající náměstek Simon Michailidis.

### Další působení
Po propuštění ze služebního poměru působil Dohnal několik měsíců jako civilní náměstek generálního ředitele Vězeňské služby ČR pro zdravotnictví a správní činnosti. Na základě výběrového řízení byl na konci ledna 2022 jmenován náměstkem ministra spravedlnosti pro sekci vězeňství a resortní kontroly. Na počátku roku 2023 se stal, po změně názvu pozice, vrchním ředitelem sekce vězeňství a resortní kontroly.

## Osobní život
V roce 2015 byl Petr Dohnal ženatý a měl dvě děti.